# Прямая задача динамики
Прямая (основная) задача динамики — определение координат тела и его скорости в любой момент времени по известным начальным условиям и силам, действующим на тело. Для её решения необходимо знать координаты и скорость тела в некоторый начальный момент времени и силу, действующую на тело в любой последующий момент времени. 
Силы в механике зависят от координат и скоростей движения тела. Для нахождения координат тела в любой момент времени необходимо по известным значениям сил, действующих на тело, и известной массе тела, согласно второму закону Ньютона, определить его ускорение, а затем последовательным интегрированием ускорения аналитическими или численными методами найти новое значение скорости тела, его перемещение и координаты. Прямую задачу механики часто приходится решать инженерам при проектировании машин и механизмов. 
Например, при расчете траектории космического корабля на основе знания начальных условий и гравитационных сил, действующих на него со стороны планет, необходимо решить прямую задачу механики. Зная силу взаимодействия гребного винта с водой и силу сопротивления воды движению корпуса судна, можно определить, как будет двигаться судно, какую скорость оно может развить.
В ряде университетских курсов физики используется иная, исторически сложившаяся терминология. Термины "прямая и обратная задача механики" используются обратным образом: под прямой задачей понимается нахождение неизвестных сил по известным характеристикам движения, а под обратной задачей понимается нахождение временной зависимости координат тела по известным силам и начальным условиям.
Существуют и задачи динамики смешанного типа, например, вычисление движения тел с наложенными на них связями. В таких случаях задача сводится не только к определению движения каждой материальной точки системы, но и к нахождению сил реакций связей